# Список глав Руанды
Список глав Руанды включает лиц, являвшихся главой государства Руанды с момента восшествия на престол около 1458 года Руганзу I, основавшего королевство народа руанда, и в последующий период развития руандийского государства, включая европейское господство и независимую Республику Руанда.
В настоящее время главой государства является Президент Республики (руанда Perezida wa Repubulika, фр. Président de la République, англ. President of the Republic). Согласно действующей редакции конституции, президент избирается всенародным голосованием на 7 лет с правом неоднократного переизбрания. Глава государства является гарантом нормального и непрерывного функционирования государственных органов, национальной независимости и территориальной целостности, следит за сохранением и уважением национального суверенитета как внутри страны, так и за её пределами, является гарантом национального единства. В случае вакантности поста обязанности президента исполняет председатель Сената или, при отсутствии такового, спикер Палаты депутатов, а при отсутствии обоих — премьер-министр.
Использованная в первом столбце таблиц нумерация является условной; также условным является использование в первом столбце цветовой заливки, служащей для упрощения восприятия принадлежности лиц к различным политическим силам без необходимости обращения к столбцу, отражающему партийную принадлежность. Ввиду особенности социально-политического устройства руандийского общества после имени на русском языке указаны надстрочные знаки «Т» и «Х», означающие принадлежность лиц к общностям тутси и хуту соответственно. В столбце «Выборы» отражены состоявшиеся выборные процедуры или иные основания получения полномочий. Для удобства список разделён на принятые в историографии периоды истории страны. Приведённые в преамбулах к каждому из разделов описания этих периодов призваны пояснить особенности её политической жизни.

## Королевство Руанда (1458—1961)
Территория современной Руанды первоначально была заселена автохтонным населением — тва, являвшимися охотниками и собирателями. С XI века на эти земли начали переселяться земледельческие бантуязычные племена хуту, которые постепенно вытеснили тва в лесные районы. В XIII—XV веках в регион прибыли кочевники-скотоводы тутси. Постепенно они перешли к ведению земледельческо-скотоводческого хозяйства и заняли господствующее положение в социальной и политической структуре региона. К XV веку тутси основали на территории Руанды раннегосударственное образование, превратившееся впоследствии в централизованную монархию — Королевство Руанда (руанда Ubwami bw'u Rwanda). Одним из её основателей считается Руганзу Бвимба, заложивший династические основы власти мвами — верховного правителя государства (начиная с эпохи колониализма, переводившегося как «король»).
Социальная структура доколониальной Руанды отличалась высокой сложностью. Верховную власть удерживали тутси. При этом идентификация личности как хуту или тутси была подвижной и во многом зависела от социального и экономического положения. Несмотря на внешние физические различия (тутси традиционно считались высокими и светлокожими, хуту — более коренастыми и темнокожими), обе группы говорили на общем языке — руанде, и принадлежность к той или иной группе могла меняться в зависимости от богатства: состоятельный хуту мог быть признан как тутси, а обедневший тутси — как хуту.
В период колонизации Африки европейцы проникли на территорию современной Руанды лишь во второй половине XIX века. В 1890 году территория Руанды вместе с Бурунди и Танганьикой вошла в состав Германской Восточной Африки. В период Первой мировой войны эти земли были оккупированы Бельгией, а в 1922 году Лига Наций передала Бельгии мандат на управление Руандой-Урунди. Бельгийская администрация сохранила доколониальное этносоциальное деление, включив представителей знати тутси в структуру административного управления. В 1946 году Руанда-Урунди была преобразована в подопечную территорию ООН под управлением Бельгии. 28 января 1961 года в результате победы хуту в социальной революции монархия тутси была упразднена и провозглашена Республика Руанда.
| Портрет | Имя (годы жизни)                               | Правление      | Правление      | Династия                 | Наименование титула                                      | Пр.    |
| Портрет | Имя (годы жизни)                               | Начало         | Окончание      | Династия                 | Наименование титула                                      | Пр.    |
| ------- | ---------------------------------------------- | -------------- | -------------- | ------------------------ | -------------------------------------------------------- | ------ |
|         | Руганзу IТ (?—1482) руанда Ruganzu I           | 1458           | 1482           | Ньигинья руанда Nyiginya | Король Руанды руанда Umwami w'u Rwanda фр. Roi du Rwanda | [ 5 ]  |
|         | Килима IТ (?—1506) руанда Cyilima I            | 1482           | 1506           | Ньигинья руанда Nyiginya | Король Руанды руанда Umwami w'u Rwanda фр. Roi du Rwanda | [ 6 ]  |
|         | Кигели IТ (?—1528) руанда Kigeli I             | 1506           | 1528           | Ньигинья руанда Nyiginya | Король Руанды руанда Umwami w'u Rwanda фр. Roi du Rwanda | [ 7 ]  |
|         | Мибамбве IТ (?—1552) руанда Mibambwe I         | 1528           | 1552           | Ньигинья руанда Nyiginya | Король Руанды руанда Umwami w'u Rwanda фр. Roi du Rwanda | [ 8 ]  |
|         | Юхи IIТ (?—1576) руанда Yuhi II                | 1552           | 1576           | Ньигинья руанда Nyiginya | Король Руанды руанда Umwami w'u Rwanda фр. Roi du Rwanda | [ 9 ]  |
|         | Ндахиро IIТ (?—1600) руанда Ndahiro II         | 1576           | 1600           | Ньигинья руанда Nyiginya | Король Руанды руанда Umwami w'u Rwanda фр. Roi du Rwanda | [ 10 ] |
|         | Руганзу IIТ (?—1624) руанда Ruganzu II         | 1600           | 1624           | Ньигинья руанда Nyiginya | Король Руанды руанда Umwami w'u Rwanda фр. Roi du Rwanda | [ 11 ] |
|         | Мутара IТ (?—1648) руанда Mutara I             | 1624           | 1648           | Ньигинья руанда Nyiginya | Король Руанды руанда Umwami w'u Rwanda фр. Roi du Rwanda | [ 12 ] |
|         | Кигели IIТ (?—1672) руанда Kigeli II           | 1648           | 1672           | Ньигинья руанда Nyiginya | Король Руанды руанда Umwami w'u Rwanda фр. Roi du Rwanda | [ 13 ] |
|         | Мибамбве IIТ (?—1696) руанда Mibambwe II       | 1672           | 1696           | Ньигинья руанда Nyiginya | Король Руанды руанда Umwami w'u Rwanda фр. Roi du Rwanda | [ 14 ] |
|         | Юхи IIIТ (?—1720) руанда Yuhi III              | 1696           | 1720           | Ньигинья руанда Nyiginya | Король Руанды руанда Umwami w'u Rwanda фр. Roi du Rwanda | [ 15 ] |
|         | Каремера РвакаТ (?—1744) руанда Karemera Rwaka | 1720           | 1744           | Ньигинья руанда Nyiginya | Король Руанды руанда Umwami w'u Rwanda фр. Roi du Rwanda | [ 16 ] |
|         | Килима IIТ (?—1768) руанда Cyilima II          | 1744           | 1768           | Ньигинья руанда Nyiginya | Король Руанды руанда Umwami w'u Rwanda фр. Roi du Rwanda | [ 17 ] |
|         | Кигели IIIТ (?—1792) руанда Kigeli III         | 1768           | 1792           | Ньигинья руанда Nyiginya | Король Руанды руанда Umwami w'u Rwanda фр. Roi du Rwanda | [ 18 ] |
|         | Мибамбве IIIТ (?—1797) руанда Mibambwe III     | 1792           | 1797           | Ньигинья руанда Nyiginya | Король Руанды руанда Umwami w'u Rwanda фр. Roi du Rwanda | [ 12 ] |
|         | Юхи IVТ (?—1830) руанда Yuhi IV                | 1797           | 1830           | Ньигинья руанда Nyiginya | Король Руанды руанда Umwami w'u Rwanda фр. Roi du Rwanda | [ 9 ]  |
|         | Мутара IIТ (?—1860) руанда Mutara II           | 1830           | 1860           | Ньигинья руанда Nyiginya | Король Руанды руанда Umwami w'u Rwanda фр. Roi du Rwanda | [ 19 ] |
|         | Кигели IVТ (?—1895) руанда Kigeli IV           | 1860           | ноябрь 1895    | Ньигинья руанда Nyiginya | Король Руанды руанда Umwami w'u Rwanda фр. Roi du Rwanda | [ 20 ] |
|         | Мибамбве IVТ (?—1896) руанда Mibambwe IV       | ноябрь 1895    | декабрь 1896   | Ньигинья руанда Nyiginya | Король Руанды руанда Umwami w'u Rwanda фр. Roi du Rwanda | [ 21 ] |
|         | Юхи VТ (1883—1944) руанда Yuhi V               | декабрь 1896   | 12 ноября 1931 | Ньигинья руанда Nyiginya | Король Руанды руанда Umwami w'u Rwanda фр. Roi du Rwanda | [ 22 ] |
|         | Мутара IIIТ (1913—1959) руанда Mutara III      | 12 ноября 1931 | 25 июля 1959   | Ньигинья руанда Nyiginya | Король Руанды руанда Umwami w'u Rwanda фр. Roi du Rwanda | [ 23 ] |
|         | Кигели VТ (1936—2016) руанда Kigeli V          | 25 июля 1959   | 28 января 1961 | Ньигинья руанда Nyiginya | Король Руанды руанда Umwami w'u Rwanda фр. Roi du Rwanda | [ 18 ] |

## Республика Руанда (с 1961)
28 января 1961 года в результате победы хуту в социальной революции монархия тутси была упразднена и провозглашена Республика Руанда (руанда Republika y'u Rwanda, фр. République Rwandaise). Политическое доминирование в стране закрепилось за представителями хуту. 1 июля 1962 года, в соответствии с решением ООН, бельгийская опека над Руандой-Урунди была прекращена и провозглашена независимость Руанды. Первым президентом стал лидер Партии движения за эмансипацию хуту (Пармехуту) Грегуар Кайибанда. В 1963—1965 годах обострились межэтнические противоречия между хуту (85 % населения) и тутси (14 %). В 1965 году в стране была введена однопартийная система. В 1973 году в результате бескровного военного переворота власть перешла к генерал-майору Жювеналю Хабьяримане, который одержал победу на президентских выборах 1978 года и переизбирался в 1983 и 1988 годах.
В 1991 году Хабьяримана инициировал проведение политических реформ, в числе которых были введение многопартийной системы и восстановление поста премьер-министра, упразднённого в 1962 году. В октябре 1990 года на территорию Руанды вторглись вооружённые формирования Руандийского патриотического фронта (РПФ), созданного в 1987 году эмигрантами-тутси в Уганде под руководством Поля Кагаме. Вооружённое противостояние продолжалось три года и завершилось подписанием в августе 1993 года в Аруше соглашения о прекращении гражданской войны, которое предусматривало формирование переходного многопартийного правительства и подготовку к всеобщим демократическим выборам.
Гибель президента Хабьяриманы 6 апреля 1994 года в результате крушения самолёта привела к возобновлению вооружённого конфликта. Экстремисты из числа хуту организовали массовые расправы над представителями тутси. По различным оценкам, жертвами геноцида стали от 800 тыс. до 1 млн человек. 4 июля вооружённые силы РПФ заняли столицу Кигали, остановив расправы. Президентом страны стал хуту Пастёр Бизимунгу. Военные столкновения между силами РПФ и экстремистами-хуту на северо-западе страны продолжались до 1997 года. В марте 2000 года Бизимунгу был смещён. 17 апреля на совместном заседании правительства и парламента президентом Руанды был избран Поль Кагаме. В 2003 году на референдуме была принята новая конституция, закрепившая курс на сохранение национального единства.
|           | Портрет          | Имя (годы жизни)                                                                        | Полномочия       | Полномочия | Партия                                                                         | Выборы | Наименование должности | Пр.                  |
| Начало    | Портрет          | Имя (годы жизни)                                                                        | Окончание        | | Партия                                                                         | Выборы | Наименование должности | Пр.                  |
| --------- | ---------------- | --------------------------------------------------------------------------------------- | ---------------- | --- | ------------------------------------------------------------------------------ | --- | --- | -------------------- |
| и. о.     |                  | Доминик МбоньюмутваХ (1921—1986) руанда Dominiko Mbonyumutwa фр. Dominique Mbonyumutwa  | 28 января 1961   | 26 октября 1961                                                                                                  | Демократическое республиканское движение — Партия движения за эмансипацию хуту | [ комм. 5 ] | Президент Республики руанда Perezida wa Repubulika фр. Président de la République                                                                     | [ 25 ]               |
| 1 (I—III) |                  | Грегуар КайибандаХ (1924—1976) руанда Gerigori Kayibanda фр. Grégoire Kayibanda         | 26 октября 1961  | 5 июля 1973 | Демократическое республиканское движение — Партия движения за эмансипацию хуту | 1961 | Президент Республики руанда Perezida wa Repubulika фр. Président de la République                                                                     | [ 26 ] [ 27 ] [ 28 ] |
| 1 (I—III) | 1965             | Грегуар КайибандаХ (1924—1976) руанда Gerigori Kayibanda фр. Grégoire Kayibanda         | 26 октября 1961  | 5 июля 1973 | Демократическое республиканское движение — Партия движения за эмансипацию хуту | | Президент Республики руанда Perezida wa Repubulika фр. Président de la République                                                                     | [ 26 ] [ 27 ] [ 28 ] |
| 1 (I—III) | 1969             | Грегуар КайибандаХ (1924—1976) руанда Gerigori Kayibanda фр. Grégoire Kayibanda         | 26 октября 1961  | 5 июля 1973 | Демократическое республиканское движение — Партия движения за эмансипацию хуту | | Президент Республики руанда Perezida wa Repubulika фр. Président de la République                                                                     | [ 26 ] [ 27 ] [ 28 ] |
| —         |                  | Жювеналь ХабьяриманаХ (1937—1994) руанда Yuvenali Habyarimana фр. Juvénal Habyarimana   | 5 июля 1973      | 1 августа 1973                                                                                                   | военный                                                                        | [ комм. 7 ] | Председатель Комитета за мир и национальное единство фр. Président du Comité pour la Paix et l’Unité Nationale                                        | [ 29 ] [ 30 ] [ 31 ] |
| 2 (I—IV)  | 1 августа 1973   | Жювеналь ХабьяриманаХ (1937—1994) руанда Yuvenali Habyarimana фр. Juvénal Habyarimana   | 6 апреля 1994    | Национальное революционное движение за развитие → Национальное республиканское движение за демократию и развитие | [ комм. 11 ]                                                                   | Президент Республики руанда Perezida wa Repubulika фр. Président de la République                                 | | [ 29 ] [ 30 ] [ 31 ] |
| 2 (I—IV)  | 1 августа 1973   | Жювеналь ХабьяриманаХ (1937—1994) руанда Yuvenali Habyarimana фр. Juvénal Habyarimana   | 6 апреля 1994    | Национальное революционное движение за развитие → Национальное республиканское движение за демократию и развитие | 1978                                                                           | Президент Республики руанда Perezida wa Repubulika фр. Président de la République                                 | | [ 29 ] [ 30 ] [ 31 ] |
| 2 (I—IV)  | 1 августа 1973   | Жювеналь ХабьяриманаХ (1937—1994) руанда Yuvenali Habyarimana фр. Juvénal Habyarimana   | 6 апреля 1994    | Национальное революционное движение за развитие → Национальное республиканское движение за демократию и развитие | 1983                                                                           | Президент Республики руанда Perezida wa Repubulika фр. Président de la République                                 | | [ 29 ] [ 30 ] [ 31 ] |
| 2 (I—IV)  | 1 августа 1973   | Жювеналь ХабьяриманаХ (1937—1994) руанда Yuvenali Habyarimana фр. Juvénal Habyarimana   | 6 апреля 1994    | Национальное революционное движение за развитие → Национальное республиканское движение за демократию и развитие | 1988                                                                           | Президент Республики руанда Perezida wa Repubulika фр. Président de la République                                 | | [ 29 ] [ 30 ] [ 31 ] |
| и. о.     |                  | Теодор СиндикубвабоТ (1928—1998) руанда Tewodori Sindikubwabo фр. Théodore Sindikubwabo | 8 апреля 1994    | Национальное революционное движение за развитие → Национальное республиканское движение за демократию и развитие | 18 июля 1994                                                                   | [ комм. 13 ] | Председатель Национального совета развития руанда Perezida wa Nama y'Igihugu Iharanira Amajyambere фр. Président du Conseil National de Développement | [ 32 ]               |
| 3         |                  | Пастёр БизимунгуХ (1950—) руанда Pasiteri Bizimungu фр. и англ. Pasteur Bizimungu       | 19 июля 1994     | 23 марта 2000 | Руандийский патриотический фронт                                               | [ комм. 15 ] | Президент Республики руанда Perezida wa Repubulika фр. Président de la République англ. President of the Republic                                     | [ 33 ] [ 34 ] [ 35 ] |
| и. о.     |                  | Поль КагамеТ (1957—) руанда Pawulo Kagame фр. и англ. Paul Kagame                       | 23 марта 2000    | 22 апреля 2000                                                                                                   | Руандийский патриотический фронт                                               | [ комм. 16 ] | Вице-президент Республики руанда Visi-Perezida wa Repubulika фр. Vice-Président de la République англ. Vice-President of the Republic                 | [ 36 ] [ 37 ] [ 38 ] |
| 4 (I—V)   | 22 апреля 2000   | Поль КагамеТ (1957—) руанда Pawulo Kagame фр. и англ. Paul Kagame                       | 12 сентября 2003 | [ комм. 17 ] | Руандийский патриотический фронт                                               | Президент Республики руанда Perezida wa Repubulika фр. Président de la République англ. President of the Republic | | [ 36 ] [ 37 ] [ 38 ] |
| 4 (I—V)   | 12 сентября 2003 | Поль КагамеТ (1957—) руанда Pawulo Kagame фр. и англ. Paul Kagame                       | 6 сентября 2010  | 2003 | Руандийский патриотический фронт                                               | Президент Республики руанда Perezida wa Repubulika фр. Président de la République англ. President of the Republic | | [ 36 ] [ 37 ] [ 38 ] |
| 4 (I—V)   | 6 сентября 2010  | Поль КагамеТ (1957—) руанда Pawulo Kagame фр. и англ. Paul Kagame                       | 18 августа 2017  | 2010 | Руандийский патриотический фронт                                               | Президент Республики руанда Perezida wa Repubulika фр. Président de la République англ. President of the Republic | | [ 36 ] [ 37 ] [ 38 ] |
| 4 (I—V)   | 18 августа 2017  | Поль КагамеТ (1957—) руанда Pawulo Kagame фр. и англ. Paul Kagame                       | 11 августа 2024  | 2017 | Руандийский патриотический фронт                                               | Президент Республики руанда Perezida wa Repubulika фр. Président de la République англ. President of the Republic | | [ 36 ] [ 37 ] [ 38 ] |
| 4 (I—V)   | 11 августа 2024  | Поль КагамеТ (1957—) руанда Pawulo Kagame фр. и англ. Paul Kagame                       | действующий      | 2024 | Руандийский патриотический фронт                                               | Президент Республики руанда Perezida wa Repubulika фр. Président de la République англ. President of the Republic | | [ 36 ] [ 37 ] [ 38 ] |